# ميثيل حلقي البروبان
ميثيل حلقي البروبان هو مركب عضوي صيغته C4H8، والتي يمكن كتابتها على الشكل C3H5CH3. يعد هذا المركب مشتقاً من مركب حلقي البروبان، حيث يكون مستبدلاً بمجموعة ميثيل.